# Стивалетти, Серджо
Серджо Стивалетти (итал. Sergio Stivaletti) — мастер по специальным механическим и цифровым эффектам, один из крупнейших итальянских деятелей в этой сфере. Режиссёры отмечали такие качества Стивалетти как трудолюбие и креативность. Стивалетти активно сотрудничал с режиссёрами Дарио Ардженто, Ламберто Бава и Микеле Соави, создав специальные эффекты для множества их фильмов.

## Биография
Серджо Стивалетти родился 15 марта 1957 в Риме (Италия). Любовь к кинематографу у него зародилась ещё в раннем детстве, когда он вместе с отцом в здании бывшего церковного прихода смотрел вестерны и научно-фантастические фильмы. Среди его наиболее любимых фильмов были вестерны Серджо Леоне, а также «Космическая одиссея 2001 года» Стэнли Кубрика и «Годзилла». Повзрослев, Стивалетти начал разрабатывать свои собственные приёмы реализации на экране фантастических идей, для чего он использовал любительскую камеру и механизм съёмки с разных сторон.

## Карьера в кино

### 1976—1986
Карьера Стивалетти в кино начинается в 1976 году, когда он работал над специальными эффектами фильма «Дом со смеющимися окнами» режиссёра Пупи Авати. Работа Стивалетти понравилась режиссёру, и в 1978 и 1979 годах они вновь работают вместе — над фильмами Le Strelle nel Fosso и «Джаз-бэнд». Вскоре после этих работ на деятельность Стивалетти обращают внимание другие режиссёры, и к нему начинает поступать множество предложений по работе над их фильмами в качестве мастера по спецэффектам. В 1981 году Стивалетти работает в качестве ассистента мастера по спецэффектам при съёмках фильма «Убийственное безумие» режиссёра Риккардо Фреда. Год спустя Стивалетти работает над спецэффекатми в фильме Антонио Маргерити «Охотники за золотой коброй», а также в фильме «Убийство на кладбище этрусков» режиссёра Серджо Мартино.
В 1984 году Стивалетти начинает сотрудничество с культовым хоррор-режиссёром Дарио Ардженто, работая над его фильмом «Феномен», вышедшим на следующий год, где Стивалетти создавал специальный грим для актёров, в частности, именно Стивалетти разработал персонаж ребёнка-урода фильма, а его мастерством восхищался координатор специальных эффектов фильма Луиджи Коцци. В дальнейшем Стивалетти не раз принимал участие в фильмах Ардженто. Помимо этого в 1985 году Стивалетти создаёт специальные эффекты для фильма «Демоны» режиссёра Ламберто Бава. В ходе своей работы Стивалетти использовал большое количество всякого рода кабелей и электронных устройств, что наилучшим образом отразилось в сцене последовательного превращения заражённой жертвы в демона. Год спустя сотрудничество с Ламберто Бава продолжилось созданием специальных эффектов для фильма «Демоны 2». Для создания эффекта вылезания демона из телевизора Стивалетти использовал бутафорский телевизор, затянутый латексной плёнкой. Помимо этого Стивалетти работает над спецэффектами для фильмов «Рудники Килиманджаро» режиссёра Мино Гуэррини, «Момо» (Йохан Шааф), «Расследование» (Дамиано Дамиани), «Спектры» (Марчелло Авалоне).

### С 1987
В 1987 году Стивалетти вновь работает с Ламберто Бава, создавая специальные эффекты к фильму «Ужин с вампиром». В 1989 году по приглашению Луиджи Коции Стивалетти создаёт специальные эффекты к фильму Энцо Кастеллари «Семь морей Синдбада», в том же году работает вместе с Хуаном Пике Симон над его фильмом «Существо из глубины». Также Стивалетти, работая над фильмом «Собор», начинает своё сотрудничество с режиссёром Микеле Соави. В 1990 году Стивалетти участвует в съёмках фильма «Господа... я пришел издалека» режиссёра Франческо Нути и сотрудничает с культовым кинодеятелем Роджером Корманом при съёмках его фильма «Франкенштейн за гранью времени». В 1992 году Стивалетти сотрудничает с режиссёром Андреа Марфори и создаёт специальные эффекты к его фильму «Криминальный порт». В этом же году во время Фестиваля фантастических фильмов в Риме Стивалетти встречает своего старого друга Тома Савини, который рассказывает ему о новых веяниях времени в виде компьютерных эффектов и новых возможностях аниматроники. Впоследствии Стивалетти пытался применить эти возможности в фильме 1996 года «Синдром Стендаля», который стал первым итальянским фильмом, снятым на плёнку 35 мм, и содержащим цифровые специальные эффекты и компьютерную графику.
Помимо этого в 1996 году Стивалетти работает с режиссёром Габриэлем де Сальваторесом, создавая специальные эффекты для фильма «Нирвана», а также выступает в качестве режиссёра своего первого фильма на этом поприще — «Восковая маска». Сценаристом фильма выступил Дарио Ардженто, а сам фильм в 1998 году на фестивале Fantasporto был номинирован в категории «Лучшие специальные эффекты». В 1997 году Стивалетти создаёт динозавров для фильма «Развлечения во времени» режиссёра Карло Ванцино. В 2004 году Стивалетти второй раз выступает в качестве режиссёра и снимает фильм «Три лика ужаса», ставший своеобразным вольным продолжением фильма 1963 года «Три лика страха».

## Фильмография
| Год  | Русское наименование           | Оригинальное наименование                 | Вклад                                                          |
| ---- | ------------------------------ | ----------------------------------------- | -------------------------------------------------------------- |
| 1976 | Дом со смеющимися окнами       | La Casa dalle Finestre che Ridono         | Специальные эффекты (в титрах не указан)                       |
| 1978 |                                | Le Strelle nel Fosso                      | Специальные эффекты (в титрах не указан)                       |
| 1979 | Джаз-бэнд                      | Jazz Band                                 | Специальные эффекты (в титрах не указан)                       |
| 1981 | Убийственное безумие           | Murder obsession (Follia omicida)         | Ассистент мастера по специальным эффектам (в титрах не указан) |
| 1982 | Охотники за золотой коброй     | I Cacciatori del Cobra d’Oro              | Специальные эффекты (в титрах не указан)                       |
| 1982 | Убийство на кладбище этрусков  | Assassinio al Cimitero Etrusco            | Специальные эффекты                                            |
| 1985 | Феномен                        | Phenomena                                 | Грим                                                           |
| 1985 | Демоны                         | Demoni                                    | Специальные эффекты                                            |
| 1985 | Ты умрёшь в полночь            |                                           | Специальные эффекты                                            |
| 1985 | Месть будущего                 | Vendetta dal Futuro                       | Специальные эффекты                                            |
| 1985 | Майами голем                   | Miami Golem                               | Специальные эффекты                                            |
| 1986 | Демоны 2                       | Demoni 2                                  | Специальные эффекты                                            |
| 1986 | Рудники Килиманджаро           | Le Miniere del Kilimangiaro               | Специальные эффекты                                            |
| 1986 | Момо                           | Momo                                      | Специальные эффекты                                            |
| 1986 | Расследование                  | L’Inchiesta                               | Специальные эффекты                                            |
| 1986 | Спектры                        | Spettri                                   | Грим, специальные эффекты                                      |
| 1987 | Опера                          |                                           | Специальные эффекты                                            |
| 1987 | Ужин с вампиром                |                                           | Специальные эффекты                                            |
| 1988 | Маэстро ужаса                  |                                           | Специальные эффекты                                            |
| 1989 | Семь морей Синдбада            | Sinbad dei Sette mari                     | Специальные эффекты                                            |
| 1989 | Существо из глубины            | La Cosa degli Abissi                      | Специальные эффекты                                            |
| 1989 | Собор                          | La Chiesa                                 | Специальные эффекты                                            |
| 1990 | Господа...я пришел издалека    | Willy Signori… e Vengo da Lontano         | Специальные эффекты                                            |
| 1990 | Франкенштейн за гранью времени | Frankenstein oltre le frontiere del tempo | Специальные эффекты                                            |
| 1990 | Маска демона                   |                                           | Специальные эффекты                                            |
| 1996 | Синдром Стендаля               |                                           | Специальные эффекты                                            |
| 1996 | Нирвана                        | Nirvana                                   | Специальные эффекты                                            |
| 1996 | Психи-ненормальные             | мистер Синистер                           | актёр                                                          |
| 1996 | Восковая маска                 | M.D.C. — Maschera di cera                 | Режиссёр                                                       |
| 1997 | Развлечения во времени         | A Spasso nel Tempo — l’avventura continua | Специальные эффекты                                            |
| 1998 | Призрак оперы                  |                                           | Специальные эффекты                                            |
| 2000 | Неспящий                       |                                           | Специальные эффекты                                            |
| 2003 | Карточный игрок                |                                           | Специальные эффекты                                            |
| 2004 | Три лика ужаса                 | I Tre Volti Del Terrore                   | Режиссёр, сценарист, продюсер                                  |

## Награды и номинации

### Награды
- 1997 — Malaga International Week of Fantastic Cinema — «лучшие специальные эффекты» (фильм «Влюблённый гробовщик»)

### Номинации
- 1998 — Фестиваль Fantasporto 1998 года — «лучшие специальные эффекты» (фильм «Восковая маска»)
- 2004 — David di Donatello Awards — «лучшие специальные эффекты» (фильм «Уже вчера»)